# Callechelys guineensis
Callechelys guineensis är en fiskart som först beskrevs av Osório, 1893.  Callechelys guineensis ingår i släktet Callechelys och familjen Ophichthidae. Inga underarter finns listade.